# 春色。/証。
「春色。/証。」（はるいろ/あかし）は、日本のシンガーソングライター・ハジ→のインディーズ1作目のシングル。

## 概要
- 両A面からなる、初のシングル作品。

## 収録曲
1. 春色。
作詞・作曲：ハジ→
編曲：小高光太郎
読売ジャイアンツの亀井善行が2014年より登場曲として使用している。
2. 証。
作詞・作曲：ハジ→
編曲：小高光太郎
今を乗り越えようと頑張っている全ての人たちへの応援歌をテーマに制作された[1]。
3. 人生は素晴らしい物語。 (Dear Japan Remix)
作詞・作曲：ハジ→
編曲：小高光太郎
インディーズ1stミニアルバム収録曲のリミックスバージョン。
4. 春色。 (Instrumental)
作曲：ハジ→
編曲：小高光太郎
表題1曲目のイントゥルメンタルバージョン。

## 参加ミュージシャン
- ハジ→：Vocal (#1,2,3)

## タイアップ
- TBS系列トークバラエティ番組『有田とマツコと男と女』2011年4月度・5月度エンディングテーマ (#2)

## 収録アルバム
- ハジバム2。 (#1,2)
- めっちゃ☆ハジバム。+1 (#1,2)
- ハジベスト。 (#1,2)